# Kolppa (sjö i Jorois, Södra Savolax)
Kolppa är en sjö i kommunen Jorois i landskapet Södra Savolax i Finland. Sjön ligger 84,4 meter över havet. Den är 10,55 meter djup. Arean är 86 hektar och strandlinjen är 11,55 kilometer lång. Sjön  ingår i Vuoksens huvudavrinningsområde.   Den ligger omkring 60 kilometer norr om S:t Michel och omkring 270 kilometer nordöst om Helsingfors. 
I sjön finns ön Lahdensaari. Kolppa ligger sydöst om Jokijärvi. 